# HD 190647
HD 190647 — звезда в созвездии Стрельца на расстоянии около 176 световых лет от нас. Вокруг звезды обращается, как минимум, одна планета.

## Характеристики
HD 190647 относится к тому же спектральному классу, что и наше Солнце. Это жёлтый карлик 7,78 видимой звёздной величины, имеющий массу, практически такую же, как и у Солнца. Возраст звезды оценивается приблизительно в 2 миллиарда лет.

## Планетная система
В 2007 году командой астрономов, работающих в рамках программы по поиску планет с помощью спектрографа HARPS, было объявлено об открытии планеты HD 190647 b в системе. Она представляет собой газовый гигант превосходящий по массе Юпитер почти вдвое. Планета обращается на расстоянии около 2 а.е. от родительской звезды, совершая полный оборот за 1038 суток. Открытие было совершено методом Доплера.